# Польовий штаб Реввійськради Республіки
Польови́й штаб Реввійськра́ди Респу́бліки — вищий оперативний орган Головного командування Червоної армії в роки Громадянської війни в Росії.

## Історія
Утворено 6 вересня 1918 замість розформованого штабу Вищої військової ради. Спочатку називався Штабом РВСР, 8 листопада 1918 перейменовано на Польовий штаб РВСР. Спочатку розміщувався в Серпухові, 1919 року переїхав до Москви. 10 лютого 1921 року злито із Всероголовштабом у єдиний Штаб РСЧА.

## Склад
Польовий штаб РВСР включав:
- Оперативне управління
- Адміністративно-облікове управління
- Реєстраційне управління (Регіструпр)[ru]
- Центральне управління військових сполучень[ru]
- Польове управління авіації[ru]
- Управління інспекторів піхоти, кавалерії (з 1919 року), артилерії, інженерів та бронечастин (з 1920 року)
- Військово-господарське управління
- Військово-санітарне управління
- Розвідвідділ

## Начальники
- Від 6.09.1918 — М. Й. Раттель[ru]
- Від 21.10.1918 — Ф. В. Костяєв[ru]
- Від 18.06.1919 — М. Д. Бонч-Бруєвич[ru]
- Від 22.07.1919 — П. П. Лебедєв